# Ranissus montandoni
Ranissus montandoni är en insektsart som först beskrevs av Géza Horváth 1911.  Ranissus montandoni ingår i släktet Ranissus och familjen Dictyopharidae. Inga underarter finns listade i Catalogue of Life.